# Brian Leetch
Brian Joseph Leetch (* 3. März 1968 in Corpus Christi, Texas) ist ein ehemaliger US-amerikanischer Eishockeyspieler. Er absolvierte zwischen 1987 und 2006 über 1200 Spiele in der National Hockey League, den Großteil davon für die New York Rangers, bevor er seine Laufbahn bei den Toronto Maple Leafs und den Boston Bruins ausklingen ließ. Bei den Rangers etablierte er sich als einer der besten Verteidiger seiner Generation, so wurde er zweimal mit der James Norris Memorial Trophy als bester Abwehrspieler der Liga geehrt und war zudem der siebte Verteidiger der NHL-Historie, der die Marke von 1000 Scorerpunkten erreichte. Ferner gewann er mit den „Broadway Blueshirts“ in den Playoffs 1994 den Stanley Cup und wurde dabei zum ersten US-Amerikaner, der die Conn Smythe Trophy als wertvollster Spieler erhielt. Darüber hinaus führte er die Rangers, bei denen seine Trikotnummer 2 gesperrt ist, in der Abwesenheit von Mark Messier als Kapitän an und hält dort bis heute eine Reihe von Franchise-Rekorden.
Mit der Nationalmannschaft der USA gewann Leetch unter anderem die Goldmedaille beim World Cup of Hockey 1996 und die Silbermedaille bei den Olympischen Winterspielen 2002. 2008 wurde er in die United States Hockey Hall of Fame gewählt, ebenso wie 2009 in die Hockey Hall of Fame sowie 2023 in die IIHF Hall of Fame.

## Karriere

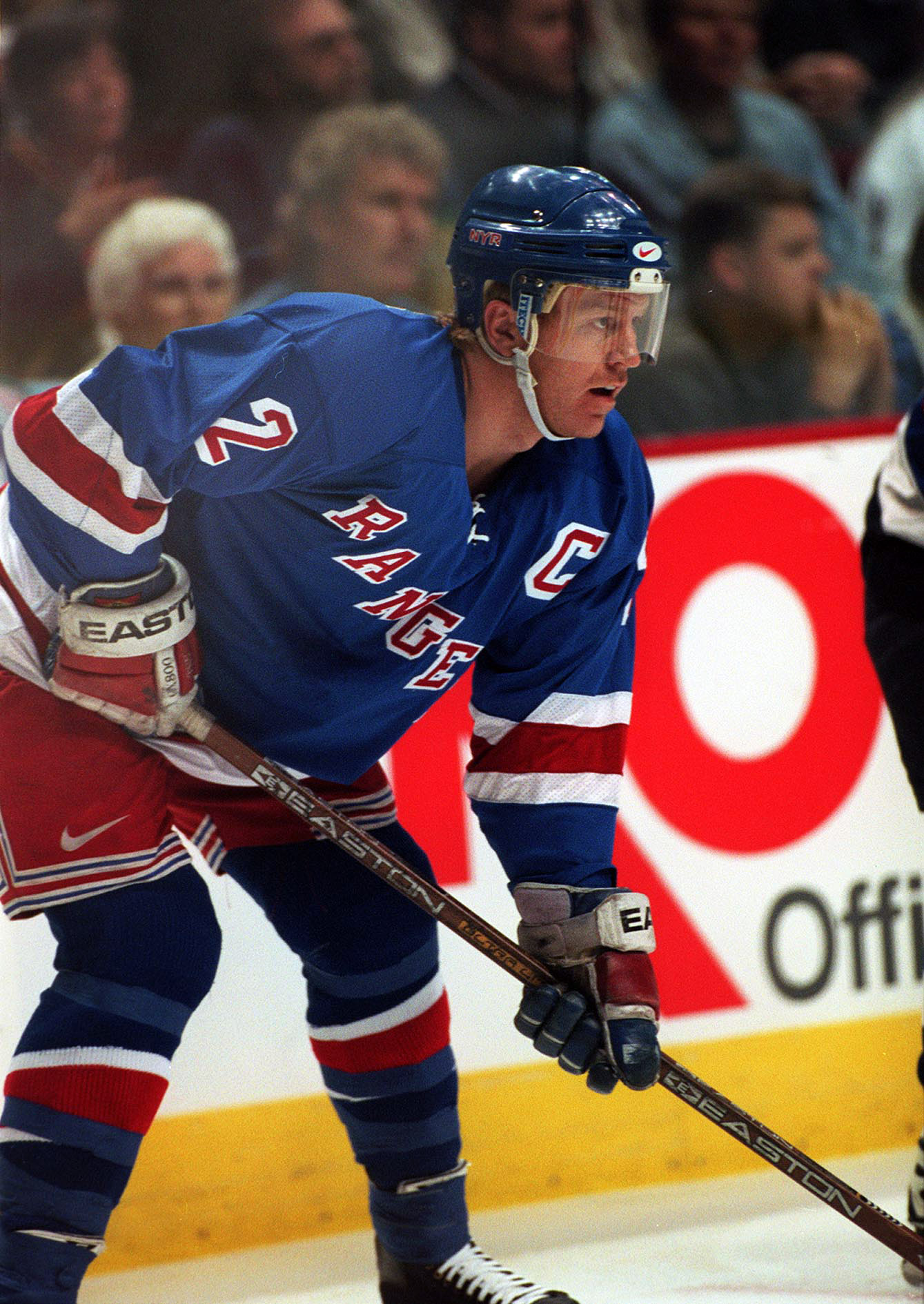
Brian Leetch im Trikot der New York Rangers

Bei der Junioren-Weltmeisterschaft 1985 trat der damals noch 16 Jahre alte Leetch das erste Mal ins Rampenlicht. Er spielte damals bei den Avon Old Farms. In der Saison 1985/86 brachte es der Verteidiger in nur 28 Spielen auf 84 Scorerpunkte. Dies brachte ihm neben der Teilnahme an der Junioren-WM 1986 auch den neunten Draftplatz beim NHL Entry Draft 1986 ein, als sich die New York Rangers die Rechte am hoffnungsvollen Juniorverteidiger sicherten. Leetch ging in Boston auf das College und spielte dort mit dem Boston College (NCAA), bei denen auch schon sein Vater Jack gespielt hatte. Nach einer guten Saison und einer weiteren Junioren-WM bereitete er sich mit dem amerikanischen Team auf die Olympischen Spiele 1988 in Calgary vor. Nach einem enttäuschenden Platz 7 spielte er noch 17 Spiele für die Rangers und hinterließ mit 14 Punkten schon einen guten Eindruck.
Seine Rookiesaison spielte er dann 1988/89 und obwohl die Erwartungen schon sehr hoch waren, konnte er sie alle übertreffen. In nur 68 Spielen gelangen ihm 71 Scorerpunkte. Gemeinsam mit Zarley Zalapski bildete er die Verteidigung im NHL All-Rookie Team und deutlich vor Trevor Linden gewann er die Calder Memorial Trophy. Seine zweite Spielzeit war nicht so erfolgreich und eine Ellbogenverletzung beendete die Saison vorzeitig. Er kehrte stark in seine dritte Spielzeit und war in der Saison 1991/92 der überragende Verteidiger der NHL. 102 Scorerpunkte brachten ihm auch die James Norris Trophy ein.
Sein größter Erfolg war der Gewinn des Stanley Cups in der Saison 1993/94. Gemeinsam mit Mark Messier und Mike Richter war er einer der maßgeblichen Spieler, die den Cup nach über 50 Jahren wieder an den Broadway bringen konnten. Als bester Spieler der Playoffs wurde er mit der Conn Smythe Trophy ausgezeichnet. 1996 konnte er mit dem Team USA den World Cup of Hockey gewinnen. Hervorragend waren seine Leistungen in der Saison 1996/97. Hier konnte er erneut die James Norris Trophy gewinnen. 1997 wurde er auch zum Kapitän der Rangers. Bei den Olympischen Spielen 1998 in Nagano reiche es wieder nur für Platz 6.
Die Saison 1999/2000 war von Verletzungen überschattet und Leetch brachte es nur auf 26 Punkte. Er kehrte in der kommenden Saison jedoch wieder stark zurück und erreichte noch einmal 79 Punkte. Anschließend konnte er nicht mehr an die großen Leistungen der 1990er Jahre anknüpfen. Bei seinen dritten Olympischen Winterspielen 2002 in Salt Lake City war er eine Stütze des Teams, das die olympische Silbermedaille gewinnen konnte.
Am 3. März 2004 wurde Brian Leetch zu den Toronto Maple Leafs transferiert. Nach der komplett ausgefallenen Saison 2004/05 unterschrieb Brian Leetch bei den Boston Bruins. Am 17. Oktober 2005 durchbrach er als 7. Verteidiger und 69. Spieler überhaupt die Schallmauer von 1000 Scorerpunkten in der NHL.
Nachdem er zur Saison 2006/07 kein neues Team finden konnte, verbrachte er das Jahr als unrestricted Free Agent, ehe er am 24. Mai 2007 seine Karriere offiziell beendete.
Am 24. Januar 2008 haben die New York Rangers seine Trikotnummer 2 als Banner an die Decke des Madison Square Garden gehängt, die somit an keinen Spieler des Franchise mehr vergeben wird. Zudem erhielt er am 7. November 2007 die Lester Patrick Trophy für seine Verdienste um den Eishockeysport in den USA.
2009 wurde er mit der Aufnahme in die Hockey Hall of Fame geehrt. 2023 folgte auch die Aufnahme in die IIHF Hall of Fame.

## Karrierestatistik

### International
Vertrat die USA bei:
| - Junioren-Weltmeisterschaft 1985 - Junioren-Weltmeisterschaft 1986 - Junioren-Weltmeisterschaft 1987 - Weltmeisterschaft 1987 - Olympischen Winterspielen 1988 - Weltmeisterschaft 1989 | - Canada Cup 1991 - World Cup of Hockey 1996 - Olympischen Winterspielen 1998 - Olympischen Winterspielen 2002 - World Cup of Hockey 2004 |

(Legende zur Spielerstatistik: Sp oder GP = absolvierte Spiele; T oder G = erzielte Tore; V oder A = erzielte Assists; Pkt oder Pts = erzielte Scorerpunkte; SM oder PIM = erhaltene Strafminuten; +/− = Plus/Minus-Bilanz; PP = erzielte Überzahltore; SH = erzielte Unterzahltore; GW = erzielte Siegtore; 1 Play-downs/Relegation; Kursiv: Statistik nicht vollständig)

## Erfolge und Auszeichnungen
| - 1987 Hockey-East-Meisterschaft mit dem Boston College - 1987 Hockey East Tournament MVP Award - 1987 Hockey East Rookie of the Year - 1987 Hockey East Player of the Year - 1987 Hockey East All-Rookie Team - 1987 Hockey East First All-Star Team - 1987 Walter Brown Award - 1987 NCAA East First All-American Team - 1989 Calder Memorial Trophy - 1989 NHL All-Rookie Team - 1990 Teilnahme am NHL All-Star Game - 1991 Teilnahme am NHL All-Star Game - 1991 NHL Second All-Star Team - 1992 Teilnahme am NHL All-Star Game - 1992 James Norris Memorial Trophy - 1992 NHL First All-Star Team | - 1994 Teilnahme am NHL All-Star Game - 1994 Stanley-Cup-Gewinn mit den New York Rangers - 1994 Conn Smythe Trophy - 1994 NHL Second All-Star Team - 1996 Teilnahme am NHL All-Star Game - 1996 NHL Second All-Star Team - 1997 Teilnahme am NHL All-Star Game - 1997 James Norris Memorial Trophy - 1997 NHL First All-Star Team - 1998 Teilnahme am NHL All-Star Game - 2001 Teilnahme am NHL All-Star Game - 2002 Teilnahme am NHL All-Star Game - 2007 Lester Patrick Trophy - 2008 Aufnahme in die United States Hockey Hall of Fame - 2009 Aufnahme in die Hockey Hall of Fame - 2023 Aufnahme in die IIHF Hall of Fame |

### International
| - 1986 Bronzemedaille bei der U20-Junioren-Weltmeisterschaft - 1987 All-Star-Team der U20-Junioren-Weltmeisterschaft - 1991 Silbermedaille beim Canada Cup - 1996 Goldmedaille beim World Cup of Hockey | - 1996 Bester Vorlagengeber des World Cup of Hockey (gemeinsam mit Paul Coffey) - 2002 Silbermedaille bei den Olympischen Winterspielen - 2002 All-Star-Team der Olympischen Winterspiele |